# Rhianne Barreto
Rhianne Gabrielle H. Barreto (* 25. März 1998 in Royal Borough of Kensington and Chelsea) ist eine britische Schauspielerin.

## Leben und Karriere
Barreto wurde in Royal Borough of Kensington and Chelsea geboren. Ihre Ausbildung absolvierte sie an der Bishop Ramsey School, der National Youth Theatre und der BRIT School. 2018 wurde sie von Screen International als eine der "Stars of Tomorrow" ausgezeichnet. Außerdem spielte sie 2019 in der Serie Hanna mit.
Im selben Jahr bekam Barreto in dem Film Share die Hauptrolle. Für ihre Darstellung  erhielt sie den Breakthrough Performance Award beim Sundance Film Festival. Unter anderem wurde sie 2020 für die Miniserie Honour gecastet. Seit 2021 ist sie als Rani Rekowski in The Outlaws zu sehen.

## Filmografie

### Filme
- 2019: Signs
- 2019: Share

### Serien
- 2016: Fright Bites
- 2017: Little Boy Blue
- 2017: Dixi
- 2018: Strike Back
- 2019: Hanna
- 2020: Isolation Stories
- 2020: Honour
- seit 2021: The Outlaws
- 2023: No Escape